# 34312 Deahaupt
34312 Deahaupt este o planetă minoră (asteroid), cu un diametru de 3,521 km, din centura de asteroizi. A fost descoperită pe 26 august 2000 la Experimental Test Site⁠(d) de Lincoln Near-Earth Asteroid Research. 
Obiectul prezintă o orbită caracterizată de o semiaxă mare de 2,8680623 UAi, o excentricitate de 0,05, o înclinație de 3,23666 ° în raport cu ecliptica.